# Efecto Einstellung
El Efecto  Einstellung (del alemán Einstellung, actitud, configuración) es un sesgo cognitivo por el que una persona al enfrentarse a un problema, utiliza demasiadas soluciones conocidas a otros problemas y renuncia a explorar ideas alternativas. Es la obstinada tendencia del cerebro humano a aferrarse a soluciones que ya ha experimentado como buenas, impidiendo la percepción de soluciones aún mejores.

## Experimentos
En 1942 Abraham Luchins llevó a cabo un experimento en el que pidió a un conjunto de voluntarios resolver el siguiente problema:
Debían imaginar tres jarras vacías, con capacidades para 21, 127 y 3 unidades de líquido, respectivamente, y encontrar la manera de medir 100 unidades transfiriendo agua de un recipiente a otro. Cada jarra podía llenarse y vaciarse tantas veces como desearan, pero, en caso de verter agua en ellas, esta debería siempre alcanzar los bordes.
La solución consistía en llenar la segunda jarra (de 127 unidades), vaciar luego parte de su contenido en la primera (de 21 unidades), a fin de que queden 106, y, por último, llenar dos veces la tercera (de 3 unidades).
Acto seguido, Luchins les propuso otros problemas que, en esencia, podían resolverse en los mismos tres pasos. Los sujetos lo lograron con rapidez. Sin embargo, cuando se les planteó una situación que admitía una solución en dos pasos no supieron verla. Se les pidió que obtuvieran 20 unidades de agua usando jarras de 23, 49 y 3 unidades de capacidad. La solución consistía en llenar el primer recipiente y, con ese líquido, colmar el tercero.
Muchos insistieron en resolver el problema con el método anterior; es decir, vertiendo el agua del segundo recipiente en el primero y después en el tercero dos veces. Por último, cuando Luchins les propuso otro problema que también podía resolverse en dos pasos pero que, en cambio, no admitía la familiar solución en tres etapas, los participantes lo dejaron por imposible.
c
Situaciones análogas ocurrieron en un experimento con jugadores de ajedrez. A varios jugadores, se les propuso la solución de una partida de ajedrez. Ante la posición de las piezas, la mayoría de los jugadores reconocieron una jugada clásica, orientando su solución a la aplicación de esa jugada. Pero pocos jugadores se percataron de que existía una jugada mucho más sencilla y directa. Curiosamente cuando se añadió una nueva pieza para evitar la ejecución de la jugada clásica, la mayoría de los jugadores fueron capaces de encontrar la solución directa.

## Causas
Cuando tenemos que enfrentarnos a un problema especialmente difícil, nuestro cerebro tiende a buscar patrones para hallar la solución. Estos patrones están construidos con base en nuestros conocimientos y experiencias. Y cuantos más conocimientos y experiencias tengamos sobre una materia (o en otras materias), más fácil será para nuestro cerebro llegar a la solución del problema. 
Con frecuencia, esa manera de reaccionar nos proporciona una heurística útil: Una vez que hemos dado con un método eficaz para resolver un problema, no tiene mucho sentido ensayar nuevas técnicas cada vez que tenemos un problema similar. En ocasiones, sin embargo, este atajo cognitivo puede hacer que como tenemos ideas preconcebidas de cómo debe solucionar el problema, no nos demos cuenta de que existen soluciones mejores.
Para evitar el Efecto Einstellung podemos:
- Enriquecer el cerebro con distintos patrones para ayudarnos a encontrar la solución más brillante para situaciones nuevas.[4]
- Tomar distancia del problema, no dejarse llevar por ideas preconcebidas o por la simple inercia. Evitar que las ramas eclipsen el bosque. Cuanto mayor sea la distancia emocional de un problema al que nos enfrentamos, más fácil será que atisbemos las dimensiones más relevantes del mismo. Distintos experimentos han demostrado esto último, somos más acertados y creativos si tenemos que decidir sobre los demás antes que sobre nosotros mismos. La distancia no sólo aporta claridad, sino creatividad.[5]

## Consecuencias
Al ser en definitiva el Efecto Einstellung una consecuencia indeseada de la forma en que funciona el razonamiento humano, este tiene consecuencias indeseables en todas aquellas tareas en las que se aplica el razonamiento humano. Por ejemplo:
- En el mundo de la programación si sólo usamos un lenguaje para programar, sistemáticamente obviamos el resto de lenguajes, es posible que a la hora de resolver un problema, ignoremos la mejor solución. Lo mismo si nos centramos en un solo paradigma de programación. Si sólo utilizas programación orientada a objetos, estarás perdiendo la capacidad de utilizar los patrones que pueden proporcionarte otros paradigmas, como la programación funcional.
- En el mundo de la ciencia a veces tu intuición inicial sobre lo que está pasando resulta engañosa.